# Mihail Boldea
Mihail Boldea (n. 9 martie 1976, Galați, România) este un fost politician și avocat român, deputat de Galați în legislatura 2008-2012, ales din partea PDL și trecut apoi la UNPR.

## Controverse
Pe 16 martie 2012, procurorii au început urmărirea penală pe numele lui Mihail Boldea, sub acuzația de înșelăciuni imobiliare.
La numai o zi, Boldea a fugit din țară.
Pe 22 martie 2012, Înalta Curte de Casație și Justiție (ICCJ) a dispus emiterea unui mandat de arestare preventivă în lipsă pe numele lui Mihail Boldea.
A fost dat în urmărire internațională iar pe data de 26 martie s-a predat la Consulatul României din Nairobi, Kenya și adus în România.
Pe 28 iunie 2012, procurorii DIICOT l-au trimis în judecată pe Mihail Boldea, acesta fiind acuzat de constituire a unui grup infracțional organizat și înșelăciune cu consecințe deosebit de grave.
Pe 29 decembrie 2020 Mihail Boldea a fost condamnat definitiv de Înalta Curte de Casație și Justiție la 7 ani de închisoare cu executare în acest dosar.
Pe 19 octombrie 2013 Mihail Boldea a fost trimis în judecată de DNA fiind acuzat de șantaj în acest nou dosar. Pe 23 iulie 2020 Înalta Curte de Casație și Justiție l-a condamnat definitiv la 3 ani de închisoare cu suspendare. Tot în acest dosar, pe 24 noiembrie 2021 Înalta Curte l-a achitat definitiv ca urmare a admiterii căii extraordinare de atac a recursului în casație.
Pe 25 martie 2016 Mihail Boldea a fost trimis în judecată de DIICOT în al treilea dosar pentru spălare de bani.
Pe 21 ianuarie 2021 Mihail Boldea a fost achitat definitiv de Înalta Curte de Casație și Justiție în acest dosar de spălare de bani.
Pe 17 aprilie 2016 Mihail Boldea a fost trimis în judecată de DIICOT în al patrulea dosar fiind acuzat de constituire de grup infracțional organizat.